# Amfitheater van Mérida
Het Amfitheater van Mérida is een Romeins amfitheater in de Spaanse stad Mérida (Emerita Augusta). Het is gelegen naast het Romeins theater van Mérida. Het amfitheater werd in 8 v.Chr., tijdens het bewind van Augustus, gebouwd voor gladiatoren- en dierengevechten.
Het amfitheater had drie ringen waarvan de onderste bewaard is gebleven. De afmetingen van de buitenring meten 126 bij 102 meter, de arena is 64 bij 21 meter. Het theater kon ongeveer 16.000 toeschouwers herbergen. De onderste rijen waren voorbehouden aan mensen uit de hogere klasse, terwijl de overige 10 rijen beschikbaar waren voor het gewone volk. Naast het amfitheater zijn twee huizen uit de Romeinse tijd gevonden: Casa de la Torre del Agua en Casa del Anfiteatro.
Sinds 1993 staat het amfitheater op de werelderfgoedlijst van UNESCO, als onderdeel van de inschrijving Archeologisch ensemble van Mérida.